# 那门河
那门河，又称龍灘河、那达河，上游也称冷平河，位于中国广西壮族自治区西部，是驮娘江左岸支流，发源于隆林各族自治县隆或乡布蒙村西南600米处，东南流至田林县定安镇汇入驮娘江。干流长82.3千米，落差940米，流域面积627平方千米。流域内崇山峻岭，岩溶发育。经济以农业为主。